# Caroline Kuhlman
Caroline Kuhlman (25 agosto 1966) è un'ex tennista statunitense.

## Carriera
A livello giovanile ha conquistato il doppio ragazze a Wimbledon 1984 in coppia con la connazionale Stephanie Rehe. Negli Slam è avanzata fino al terzo turno durante gli US Open 1985 dopo aver superato il torneo di qualificazione, l'anno dopo ha raggiunto le semifinali a San Diego eliminando sulla sua strada la teste di serie numero uno Kathy Jordan.
Ha disputato la finale agli ASB Classic 1993 dove è stata sconfitta nettamente da Elna Reinach, nella stessa stagione ha raggiunto le semifinali ad Hong Kong dove si è arresa a Wang Shi-ting.